# Demonheart
Demonheart è un EP del compositore italiano di symphonic power metal Luca Turilli. Uscito nel 2002, contiene il singolo omonimo (estratto dall'album Prophet of the Last Eclipse dello stesso Turilli), altre canzoni degli album precedenti e due inediti.

## Tracce
1. Demonheart – 5:02
2. Prophet of the Last Eclipse (edit) – 4:23
3. Rondeau in C Minor – 1:24
4. Black Realms' Majesty – 4:33
5. Kings of the Nordic Twilight (edit) – 4:56
6. I'm Alive (cover degli Helloween dal disco Keeper of the Seven Keys - Part I) – 3:43